# Richard Beggs
Richard Beggs (* 8. Januar 1942 in San Francisco, Kalifornien) ist ein US-amerikanischer Tongestalter und Tontechniker.

## Leben
Beggs begann seine Karriere 1979 mit Francis Ford Coppolas Kriegsfilm Apocalypse Now, für den er im darauf folgenden Jahr zusammen mit Walter Murch, Mark Berger und Nathan Boxer mit dem Oscar in der Kategorie Bester Ton ausgezeichnet wurde. Dies sollte seine einzige Oscarnominierung bleiben. Beggs war in der Folge an zahlreichen Science-Fiction-Filmen als Tongestalter beteiligt, darunter in den 1980er Jahren Ghostbusters – Die Geisterjäger, Critters – Sie sind da! und Mel Brooks’ Spaceballs. sowie in den 1990er Jahren Sphere – Die Macht aus dem All und Galaxy Quest – Planlos durchs Weltall. Er war zudem als Tontechniker und Mischtonmeister tätig.

## Filmografie (Auswahl)
- 1979: Apocalypse Now
- 1984: Cotton Club (The Cotton Club)
- 1984: Ghostbusters – Die Geisterjäger (Ghostbusters)
- 1986: Critters – Sie sind da! (Critters)
- 1987: Mel Brooks’ Spaceballs (Spaceballs)
- 1988: Rain Man
- 1988: Zwei hinreißend verdorbene Schurken (Dirty Rotten Scoundrels)
- 1990: Der Pate III (The Godfather Part III)
- 1991: Bugsy
- 1993: Die Wiege der Sonne (Rising Sun)
- 1996: Sleepers
- 1998: Sphere – Die Macht aus dem All (Sphere)
- 1999: Galaxy Quest – Planlos durchs Weltall (Galaxy Quest)
- 2003: Lost in Translation
- 2004: Harry Potter und der Gefangene von Askaban (Harry Potter and the Prisoner of Azkaban)
- 2005: Die Chroniken von Narnia: Der König von Narnia (The Chronicles of Narnia: The Lion, the Witch and the Wardrobe)

## Auszeichnungen (Auswahl)
- 1980: Oscar in der Kategorie Bester Ton für Apocalypse Now